# Désiré Defauw
Desiderius Richardus (Désiré) Defauw (Gent, 5 september 1885 - Gary (Indiana), 25 juli 1960) was een Belgisch violist en dirigent.

## Leven en werk
Hij was een zoon van bode Franciscus Defauw en Theresia Van Der Meersch. Hij huwde zelf Jeanne van Caubergh.
Désiré Defauw begon zijn muzikale opleiding op achtjarige leeftijd aan het Conservatorium van Gent bij de docent Johan Smit. Hij verkoos een vioolopleiding omdat hij stelde "ik kan al piano spelen". Op 21-jarige leeftijd werd hij een van de gastdirigenten van het nieuwe London Symphony Orchestra. Van 1914 tot 1918 toerde hij door het Verenigd Koninkrijk met het Belgian Quartet, later het Allied String Quartet of London geheten. De andere leden waren Lionel Tertis, Ch. Woodhouse en E. Doehaerd. Toerend door Europa kreeg hij de kans als gastdirigent op te treden bij de Berliner Philharmoniker en andere orkesten in Wenen, Rome, Madrid, Moskou, Leningrad en Boedapest. Hij mocht rekenen op de bewondering en lof van onder anderen Maurice Ravel en Richard Strauss.
In 1925 werd hij docent orkestdirectie en orkestdirigent aan het Koninklijk Conservatorium Brussel. Zijn benoeming als Vlaamse dirigent zorgde voor opschudding en een staking in het Franstalig bastion van het Brusselse Conservatorium. In 1930 werd hij dirigent van het nieuwe 84-koppige symfonieorkest van het Nationaal Instituut voor de Radio-omroep. In 1931 was hij de oprichter van het Brussels symfonieorkest, dat in 1936 werd omgevormd tot het Nationaal Orkest van België.
Vanaf 1939 speelde zijn carrière zich af in de Verenigde Staten en Canada. In dat jaar werd hij uitgenodigd door Arturo Toscanini als gastdirigent voor het NBC Symphony Orchestra. Van 1941 tot 1953 was Defauw directeur en orkestdirigent van het Orchestre Symphonique de Montréal. Tussendoor volgden opdrachten of aanstellingen bij het Boston Symphony Orchestra, het Detroit Symphony Orchestra en het Chicago Symphony Orchestra waar hij van 1943 tot 1947 vier jaar muzikaal directeur en dirigent was. Hij introduceerde er werk van tijdgenoten als Barber, Bloch, Copland, Elgar, Milhaud, Sibelius en Warlock. Van 1954 tot 1958 was hij dirigent bij de Grand Rapids (Michigan) Symphony in Michigan.
Hij stierf op 74-jarige leeftijd ingevolge een longontsteking in Gary, Indiana, waar hij van 1950 tot 1958 het Gary Symphony Orchestra had geleid.
- Bibliothèque nationale de France: cb139268513 (data)
- International Standard Name Identifier: 0000 0000 7363 7740
- Library of Congress Control Number: n91095906
- MusicBrainz: 1c8e2f9a-5bfd-4360-8a0a-45bc51f59731
- Nationale Bibliotheek van Tsjechië: xx0151357
- SNAC: w6349rk8
- Système universitaire de documentation: 078616506
- Virtual International Authority File: 2659054
- WorldCat: E39PBJyWP8YwQ36g689YWFTrbd